# 松原泰道
松原 泰道（まつばら たいどう、1907年11月23日 - 2009年7月29日）は、日本の臨済宗の僧侶。東京都港区の龍源寺住職。
東京府生まれ。早稲田大学文学部卒。岐阜県の瑞龍寺で修行したのち、臨済宗妙心寺派教学部長を務める。
1972年出版の「般若心経入門」（祥伝社刊）は記録的ベストセラーとなり、第一次仏教書ブームのきっかけを作った。1989年仏教伝道文化賞受賞。1999年禅文化賞受賞。著書は百冊を超える。
宗派を超えた仏教者の集い「南無の会」前会長。南無の会は1984年に正力松太郎賞を受賞した。
2009年、肺炎のため101歳で死去。
息子に龍源寺住職の松原哲明、婿に元花園大学学長、元妙心寺派宗務総長の細川景一。

## 著書
- 『新釈　西国巡礼歌』鴻盟社 1960年
- 『寺庭読本』妙心寺派宗務本所 1970年
- 『観音経入門　もう一人の自分の発見』祥伝社 1972年
- 『般若心経入門 276文字が語る人生の知恵』祥伝社 1972年
- 『禅語百選―今日に生きる人間への啓示』祥伝社 1972年
- 『法句経入門　うつろう人生の意味を説く50詩句』祥伝社 1974年
- 『仏のこころ人のこころ』光風社出版 1975年
- 『公案夜話　日々にいかす禅の智慧』すずき出版 1990年
- 『いろはに法華経』水書房 1991年
- 『道元』アートデイズ 2000年
- 『一日一生 五十歳からの人生百歳プラン』講談社 2003年
- 『強く太く生きる仏教の智慧』三笠書房 2004年
- 『「仏教入門」名僧たちが辿りついた目ざめへの路』祥伝社 2004年
- 『法華経と宗祖・高僧たち「日本仏教の真髄を読む」』佼成出版社 2005年
- 『仏教の知恵、般若心経「きょう一日を、生き抜いて」』プレジデント社 2006年
- 『百歳で説く「般若心経」』アートデイズ 2006年
- 『葬送のかたち 死者供養のあり方と先祖を考える』佼成出版社 2007年
- 『百歳からあなたへ』海竜社 2007年
- 『一期一会―書で読む松原泰道百歳の心』サンガ 2008年
- 『人生を癒す百歳の禅語』致知出版社 2008年
- 『輝いて生きる知恵』致知出版社 2011年
- 『わたしの歎異抄入門』祥伝社 2012年
- 『日本人への遺言』マガジンハウス 2013年

ほか多数

### 共著
- 『のほほーんと、一日一仏』武田仁と 佼成出版社 2007年
- 『いまをどう生きるのか―現代に生かすブッダの智慧』五木寛之と 致知出版社 2008年

## CD
- 『CD現代の名僧たち10人が語りかける「経営に生きる仏教の教え」』日経BP社 2003年
- 『CDセレクション ラジオ深夜便「年々歳々人同じからず」』NHKサービスセンター 2005年
- 『松原泰道師「法華経を説く」＜CD全15巻＞』アートデイズ 2005年
- 『CD全6巻 松原泰道講演選集 仏の心を生きる』アートデイズ 2007年